# Centrale géothermique Olkaria I
La centrale géothermique d'Olkaria I, (en anglais :Olkaria I Geothermal Power Station), est une centrale géothermique située au Kenya, d'une capacité installée de 185 MW.

## Emplacement
La centrale est située dans le parc national de Hell's Gate à Olkaria, dans le comté de Nakuru, à l'extrémité orientale de la vallée du Rift oriental, à environ 43 km  , au sud-ouest de Naivasha, la ville la plus proche. Olkaria est située à environ 122 km au nord-ouest de Nairobi, la capitale du Kenya et la plus grande ville du pays.

## Aperçu
La centrale géothermique Olkaria I fait partie d'une série de six centrales géothermiques regroupées dans la région d'Olkaria dans le comté de Nakuru. Quatre des stations Olkaria I, Olkaria II, Olkaria III et Olkaria IV , Olkaria V sont opérationnelles et Olkaria VI est prévue pour 2021.

## Histoire
La centrale électrique Olkaria I a commencé à fonctionner en 1981 avec une turbine Mitsubishi d'une capacité de production de 15 MW. En 1982 et 1985, deux autres turbines identiques à la première sont mises en service, portant la capacité de production à 45 MW. En janvier 2015, les unités 4 et 5 d'une capacité combinée de 140 mégawatts sont inaugurées portant la capacité  totale d'Olkaria I à 185 mégawatts
En mars 2016, le gouvernement du Kenya emprunt 9,53 milliards de shillings kényans (95 millions de dollars américains) à l'Agence de coopération internationale du Japon (JICA) pour rénover les turbines 1, 2 et 3 de Olkaria I. Les travaux consistent à porter la capacité combinée des trois turbines de 45 MW à 50,7 MW. Les travaux de réhabilitation et de mise à niveau devraient durer jusqu'en 2021 et porter la capacité de la centrale de 185 MW   à 190,7 MW.
En décembre 2018, la Kenya Electricity Generating Company inaugure la construction de l'unité 6 de la centrale géothermique d'Olkaria I, d'une capacité de 83 mégawatts. L'achèvement de cette unité est prévu en 2021, ce qui portera la capacité totale de cette centrale géothermique à 273,7 MW.

## Propriété
La centrale électrique Olkaria I appartient à KenGen, société cotée à la Bourse de Nairobi, dans laquelle le gouvernement du Kenya détient une participation de 70%, les 30% restants étant détenus par des investisseurs institutionnels et privés,.